# Dicranomyia (Dicranomyia) andinalta
Dicranomyia (Dicranomyia) andinalta is een tweevleugelige uit de familie steltmuggen (Limoniidae). De soort komt voor in het Neotropisch gebied.